# 奉行
奉行是日本存在於平安時代至江戶時代期間的一類官職或軍職（如小荷駄奉行），按理是幕府軍政府下的軍職，按字面解釋是下對上奉令而行（上對下稱為宣下）。奉行一職首次出現在平安時代，當時是擔任司掌宮廷儀式的臨時職役，鎌倉幕府成立以後逐漸成為掌理政務的常設職位。豐臣秀吉當權時，其下設有多種奉行，負責佐理政務，其中有5位奉行特別重要，相當於豐臣秀吉的特任政務官，一般合稱五奉行。
江戶幕府成立後，奉行成為構成官僚體系的主力職位，上至幕府，下至各地方的大小藩主，都依各種政務需要設置許多奉行職位。江戶幕府常設以下四類奉行：
- 寺社奉行
- 勘定奉行
- 町奉行
- 遠國奉行

奉行的辦公處所一般通稱為「奉行所」，相當於中國的衙門堂官下屬辦事的廳署。
此外，受到日本文化影響，琉球第二尚氏王朝亦設有奉行的職務，如御物奉行、山奉行等。

## 相關文化
- 鍋奉行 ：指在烹調食材時（通常是火鍋）對調配食材，如何加調味料進行要求，並且對這件事負責的人。

### 相關作品
- 新哆啦a夢（水田版）的《鍋奉行》
- 烏龍派出所（動畫版）（第228集）的《鍋奉行》

## 另見
- 竹下派七奉行